# أنتوني ديلوكا
أنتوني ديلوكا هو سياسي أمريكي، ولد في 22 سبتمبر 1970 في شيكاغو هايتس في الولايات المتحدة. نشط حزبياً في الحزب الديمقراطي. وقد انتخب عضو مجلس نواب إلينوي ‏.